# شهرستان سایو، هیوگو

بخش سایو با رنگ نارنجی مشخص شده است

بخش سایو، هیوگو (به ژاپنی: 佐用郡 Sayō-gun) یک بخش است که در استان هیوگو در ژاپن واقع شده‌است. در سال ۲۰۰۳ جمعیت این بخش ۲۱٬۶۱۴ و تراکم جمعیت آن ۷۰٫۲۹ در هر کیلومتر مربع بوده‌است.